# Lars-Henrik Enered
Lars-Henrik Mattias "Larsa" Enered, född 4 november 1976, är en svensk före detta fotbollsspelare (försvarare) som representerade Gais. Han var 2022–2023 styrelseledamot i klubben.

## Spelarkarriär
Enered kom till Gais från IFK Fjärås 1999 och var med om att spela upp klubben till Allsvenskan 2000 efter kval mot Kalmar FF. Gais åkte dock ur Allsvenskan direkt efter en förfärlig säsong, och följde sedan upp det med att även åka ur Superettan 2001. Enered stannade kvar även de två nästkommande säsongerna i division 2 västra Götaland, och var med när klubben åter gick upp i superettan till säsongen 2004 efter kval mot Mjällby IF. Efter säsongen 2004 lämnade han Gais och återvände till Fjärås. Åren 2007–2009 spelade han för Eskilstuna City FK i division 2.

## Spelstil
Enered beskrevs som en lojal och resolut mittback med attityd, som dock kunde uppvisa en del nonchalans när han i svåra situationer hellre ville hålla bollen i spel än att slå ut bollen över sidlinjen. Dessutom ansågs han på gott och ont anpassa sig efter motståndet, oavsett om det gällde allsvenskan eller division 2.